# Persa Iván
Persa Iván (szlovénül Ivan Perša) (Izsakócz, 1861. április 2. – Szentsebestyén, 1935. szeptember 26.) magyarországi szlovén római katolikus plébános, író.

## Élete
Belatinc mellett született, a mai Muraszigeten (ma Ižakovci, Szlovénia), az akkori Zala vármegyében, Persa István és Kolár Mária földműves szülőktől. 1885. július 14-én szentelték pappá. Hivatását káplánként kezdte Felsőlendván, ahol 1887-ig működött. Itt alapított Skapuláré, Jézus- és Mária Szíve egyesületeket, amelyeket későbbi állomáshelyein is megalapozott, illetve fejlesztett.
1887 májusában a Szentgotthárd melletti Alsószölnök község élére került, ahol hét évig dolgozott. Itteni papi hivatásához köthető, hogy egy régi szobrot a templom kertjéből a kegyhelybe vitt, helyére Grazból egy Szeplőtelen fogantatás nevű szobrot hozatott.
1894 májusában a szomszéd Felsőszölnök lelkipásztora lett. Itt írta meg magyarból fordított művét, amit részben a skapuláré társaságnak ajánlott. A művet Szentgotthárdon adták ki.
1913 augusztusában Szentsebestyén (Pečarovci) élére került és ott maradt haláláig. Halála előtt még beszerzett egy violaszínű palástot és miseruhát a templom számára. Sírja fennmaradt a temetőben.

## Műve
- Od vnouge i velke miloscse i pomoucsi szvetoga skapulera. Karmelszke blazsene Divice Marije. Monoster, 1898.